# Марзоева, Лариса Владимировна
Лари́са Влади́мировна Марзо́ева (осет. Мӕрзойты Ладемыры чызг Ларисӕ; род. 29 июля 1949, Дзауджикау, РСФСР, СССР) — советская и российская оперная певица (сопрано), педагог, профессор. Солистка Красноярского государственного театра оперы и балета с 1978 года.

## Биография
Лариса Владимировна Марзоева родилась в осетинской семье.
По окончании вокального факультета Ленинградской консерватории им. Н. А. Римского-Корсакова (класс Н. П. Ли) в 1978 году была принята в труппу Красноярского государственного театра оперы и балета. Заслуженная артистка РСФСР (1984), народная артистка России (2003).
Исполняла партии колоратурного, лирико-колоратурного и лирического сопрано: Виолетта («Травиата»), Розина («Севильский цирюльник»), Джильда («Риголетто»), Маргарита («Фауст»), Графиня ("Свадьба Фигаро), Микаэла («Кармен»); Параша («Мавра»); Татьяна («Евгений Онегин»), Недда («Паяцы»), Бианка («Укрощение строптивой»), Иоланта, Прилепа «Пиковая дама», Марфа, Беттина «Дон Прокопио» Бизе и другие.
В 1994 году была приглашена Валерием Гергиевым исполнить партию Людмилы в постановке «Руслана и Людмилы»; гастролировала с Мариинским театром за рубежом. В последующие годы перешла на партии драматического сопрано: Тоска в одноимённой опере, Амелия («Бал-маскарад)», Дездемона («Отелло»), Мими («Богема») и другие. Обладает сильным, полётным голосом красивого тембра, незаурядным драматическим мастерством.
Заведовала в Красноярском государственном институте искусств кафедрой сольного пения.
В 2003 году получила звание Народной артистки России.
С 2016 года является художественным руководителем оперной труппы Красноярского государственного театра оперы и балета.

## Награды
- Заслуженная артистка РСФСР (2 января 1984).
- Народная артистка России (17 марта 2003).